# 科羅耶什蒂鄉
46°15′N 27°29′E / 46.250°N 27.483°E
科羅耶什蒂鄉（羅馬尼亞語：Comuna Coroiești, Vaslui），是羅馬尼亞的鄉份，位於該國東北部，由瓦斯盧伊縣負責管轄，面積75平方公里，海拔高度243米，2007年人口2,286，人口密度每平方公里31人。